# Parlement de la Barbade
Le Parlement de la Barbade (en anglais : Parliament of Barbados) est l'organe législatif bicaméral de la Barbade. Il est composé:
- du président de la Barbade ;
- d'une chambre haute, le Sénat ;
- d'une chambre basse, l'Assemblée de la Barbade.

Jusqu'à l'instauration de la république, le 30 novembre 2021, le monarque de la Barbade, représenté par le gouverneur général, était un des composants du Parlement.